# Hermandad de la Borriquilla (Jaén)
La Real, Ilustre y Fervorosa Hermandad Franciscana y Cofradía de Nazarenos de Nuestro Padre Jesús de la Salud entrando en Jerusalén, María Santísima de la Paz, San Pedro, San Juan y Santiago Apóstoles es una cofradía con sede canónica en la Iglesia Parroquial de Belén y San Roque en la ciudad de Jaén (España). Realiza su salida procesional durante la Semana Santa jiennense, en la mañana del Domingo de Ramos siendo la procesión que abre la semana de pasión en la ciudad.

## Historia
La actual Hermandad se fundó en 1947 en el Convento de la Concepción de las MM. Franciscanas Descalzas, por miembros del sector de la enseñanza y de organizaciones afines al Régimen de Franco como el Frente de Juventudes de la Falange de las JONS. Procesionó por primera vez la tarde del Domingo de Ramos de 1950. Sus inicios estuvieron marcados por la presencia de la OJE y su relación con el que fuera gobernador de Jaén, Felipe Arche. En el año 1964, la Cofradía se reorganizó profundamente, eliminando la tutela oficial y pasando los enseres de la Organización Juvenil a la nueva Junta gestora. El 19 de marzo de 1965 se eligió una Junta de Gobierno definitiva. El 22 de marzo de 1976, S.A.R. el Príncipe de Asturias, Don Felipe de Borbón y Grecia, aceptó el nombramiento de Gobernador Honorario.
En el año de 1991, la Cofradía incorpora como imagen titular la de María Santísima de la Paz, obra del escultor sevillano Dubé de Luque. Fue bendecida ese mismo año, siendo apadrinanda por la totalidad de las cofradías penitenciales de la ciudad de Jaén. En 2002 se bendijó la actual imagen cristífera del mismo autor. Fue bendecida el día de San José de ese mismo año, procesionando ese mismo año.
El 15 de junio de 2013, Año de la Fe, la cofradía participó en la Fides Sancti Regni con Nuestro Padre Jesús de la Salud en su Entrada en Jerusalén, siendo acompañado por la Banda de cornetas y Tambores de Nuestra Señora del Rosario de Linares.

## Iconografía

### Nuestro Padre Jesús de la Salud
La imagen de Nuestro Padre Jesús de la Salud es obra de Antonio Joaquín Dubé de Luque de 2002 y forma parte de un misterio que representa el pasaje de la Entrada de Jesús en Jerusalén, obra de Antonio Jesús Dubé Herdugo, tal y como lo cuenta el Evangelio de San Juan:

Al día siguiente, una gran muchedumbre de gente que había venido a la fiesta, habiendo oído que Jesús estaba para llegar a Jerusalén, cogieron ramos de palmas y salieron a recibirlo gritando: Hosanna, bendito sea el que viene en nombre del Señor, el Rey de Israel

Representa la entrada mesiánica de Jesús en Jerusalén a lomos de una borriquilla. Está tallada en madera de cedro y candelero de pino de Flandes, policromada al óleo con veladuras de cera. La imagen de Cristo presenta la cabeza y la mirada inclinadas hacia la izquierda. Muestra los párpados entornados, ojos y pestañas pintados en la madera, nariz recta y barba bífida ricamente tallada al igual que el pelo de la cabeza. Los brazos se encuentran extendidos en actitud de bendición y entrega al pueblo que lo aclama.
Imágenes secundarias
El resto del misterio lo componen las imágenes de dos niños hebreos, realizados en 2001, que se encuentran ante la mirada de Cristo. Un hebreo tira de las riendas del pollino y que muestra a Jesús entrando victorioso en Jerusalén, de 2003. Tras Cristo aparecen los apóstoles Juan, de 2003; Pedro, de 2004 y Santiago, de 2007 todos ello portando palmas. En el futuro se completará el misterio con tres imágenes más
Antiguas imágenes
Con anterioridad a este misterio procesionó una imagen de Cristo realizada en cartón piedra adquirida en Madrid entre los años 1950-1961. Está imagen se encuentra en la actualidad en la parroquia de San Miguel de Vilches. Desde ese año y hasta 2002, procesionó una imagen del escultor Jacinto Higueras Cátedra que se encuentra en el convento de la Madres Dominicas de la capital.

### María Santísima de la Paz
Es obra de Antonio Joaquín Dubé de Luque en 1991. Fue bendecida en la Parroquia de Belén y San Roque el 24 de enero de 1992. Efectuó su primera salida procesional el Domingo de Ramos de ese mismo año. La talla presenta una expresión dulce, exenta de dramatismo y con tan solo un rictus de tristeza en la mirada. Posee la cabeza ligeramente inclinada hacia la derecha, los ojos tallados y pintados en color verde esmeralda, mientras la boca aparece levemente abierta, dejando ver la lengua y los dientes superiores que aparecen tallados. El pelo aparece igualmente tallado y recogido. Una lágrima recorre la mejilla derecha, mientras que en sus manos extendidas porta un pañuelo a la derecha y una rama de olivo a la izquierda. El candelero es de base ovalada realizado en madera de pino de Flandes, mientras que las manos y busto están tallados en madera de cedro.

## Pasos

### Paso de misterio
El paso está realizado en madera de cedro en los Talleres de Pineda en estilo Churrigueresco, obra de Felipe J. Martínez Oliver estrenándose en el año 2005 solo en carpintería y siendo concluida en el año 2011 la talla del canasto, y en el 2018 la talla de los respiraderos. El paso presenta unas líneas sinuosas de curvas y contracurvas, así como bombo además de diferentes molduras que dan mayor volumen al conjunto. En las esquinas del canasto se encuentran cuatro ménsulas que dan mayor dinamismo al paso.
En los laterales, así como en el frontal y trasera del mismo aparecen cuatro cartelas en las que se representan distintas escenas alusivas a la Hermandad realizadas en el año 2011 por el joven artista Joaquín Aguilar en barro cocido y policromado. La cartela frontal representa la llegada a la Catedral del Santo Rostro por parte de San Eufrasio a lomos de un dragón, tal y como recoge la leyenda sobre la llegada de la reliquia a nuestra ciudad. Las cartelas laterales representan a San Roque curando a un enfermo de peste, la primera, y la Adoración de los pastores al Niño sostenido por la Virgen María, en referencia a los titulares de la parroquia. La cartela trasera representa a S. Francisco de Asís abrazando a Cristo Crucificado en referencia al carácter franciscano de la Hermandad.
Corona todo el conjunto una crestería que recorre el paso y en la parte delantera un pequeño templete realizado en metal plateado por el taller de Orfebrería Orovio de la Torre en el año 2006 que cobija unas hojas de olivo procedentes del huerto de Getsemaní. Ilumina el paso un juego de seis candelabros con un total de 46 puntos de luz, con 7 luces los candelabros de las esquinas y 5 en los laterales estrenados en la Semana Santa de 2007.
Sobre la mesa del paso se sitúa el llamador realizado en metal plateado por el taller de Manuel de los Ríos en el año 1998 en el que se representa a un dragón sobre el que van montados dos ángeles que sostienen el antiguo escudo de la Hermandad. De esta visera del paso sobresalen en las esquinas cuatro grandes maniguetas caladas realizadas en madera de cedro en el año 2011. Posee faldones en color azul pavo real que recorren todo el paso y cubren a los costaleros durante la procesión. En el año 2017 se estrena el frontal del paso del respiradero, realizado en madera de cedro con estilo rocalla. Este respiradero posee una cartela frontal realizada por el imaginero gienneses Mario Castellanos, y representa el misterio de la entrada de Jesús en Jerusalén. Está realizada sobre barro cocido y policromado en técnica de bajo relieve. Es de destacar que en el fondo representado en dicha cartela aparece el convento de las Bernardas así como la puerta del Ángel, en referencia y alusión a los inicios fundacionales de la Hermandad. El resto cartelas que acompañarán al resto de respiraderos representarán los misterios de la Sagrada Cena, el de Jesús ante Pilato y en la parte trasera el de Jesús Orando en el Huerto, en alusión a las tres hermandades que procesionan el Domingo de Ramos. El faldón delantero, estrenado también en el año 2017, es obra del bordador Álvaro Abril Vela, con bordados en técnica mixta de bordado y aplicación en estilo Rocalla. según el proyecto original los respiraderos alternaran piezas talladas junto con piezas bordadas sobre malla dorada dentro de los faldones del paso. Estos respiraderos se complementarán con 4 esquinas realizadas igualmente en madera.

### Paso de palio
El paso de palio es de color burdeos, con bambalinas bordadas sobre malla de oro por el taller de bordados Javier García y Martín Suárez bajo diseño de Antonio J. Dubé de Luque. En el techo de palio se representa una paloma, como símbolo de la paz y del Espíritu Santo, realizada en alpaca plateada por el taller de Orfebrería Andaluza Manuel de los Ríos, en el año 2003, sobre bordado de los mismos autores. Dicho palio aparece sustentado por un juego de doce varales realizados en el año 1993 por el mismo orfebre, al igual que el resto del paso, en el que aparecen como remate unas campanillas que suenan con el andar de los costaleros. Estos varales fueron donados por devotos y familias vinculadas a la Hermandad. Los respiraderos son de metal plateado realizados en el año 1999. En él aparecen cartelas en las que se representan los pasajes del Vía crucis, estando reservada la cartela frontal para el escudo de la Hermandad. Las jarras y violetros presentan igualmente campanillas. Los candelabros de cola presentan once puntos de luz cada uno.
La peana sobre la que se coloca la imagen de Mª Stma. de la Paz es obra del taller Orfebrería Andaluza en el año 2001 y posee forma hexagonal con el escudo de la Hermandad en la cara central y cabezas de querubines en los lados menores. El llamador del paso fue estrenado en la Semana Santa del año 1992, primera salida procesional de Mª Stma. de la Paz, estando realizado en alpaca plateada, en él aparecen sobre motivos vegetales, dos ángeles que sostienen una cartela donde figura el escudo de la Hermandad. Tras el mismo se sitúa una miniatura de Santa Catalina de Alejandría, patrona de la ciudad de Jaén, realizado en el año 2008.

## Sede
Es la Iglesia de Nuestra Señora de Belén y San Roque. Situada en la Plaza Virgen de la Paz. Fue construida en 1962 en estilo clásico funcional, consta de tres naves, la central más alta que las laterales. El presbiterio está presidido por una cruz abierta en el muro y decorada con vidrieras, que también ocupan las ventanas laterales con escenas de la Natividad, en el lado del Evangelio y la vida de San Roque en el lado de la Epístola. En los pies de la iglesia se sitúan los dos altares de nuestras imágenes titulares. Así en la nave lateral izquierda se encuentra el Altar de Nuestro Padre Jesús de la Salud, que data del año 1990 y está realizado en mármol sobre fondo en color burdeos en el que se aprecian dos pilares que soportan una colgadura con el símbolo JHS en orfebrería y esmaltado en color. Junto a la imagen de Jesús aparecen todas las restantes figuras que aparecen en el paso. En la nave lateral derecha se encuentra el Altar de María Santísima de la Paz, realizado en el mismo estilo que el del Cristo, sobre fondo en color azul claro y ejecutado en el año 1995.
Anteriormente esta Hermandad tenía su residencia en el Monasterio de la Concepción Franciscana, conocido como convento de las Bernardas.

## Salida Procesional
El cortejo lo forman unos 140 nazarenos, 40 mantillas y 30 niños hebreos. Esta cofradía recorre 2,28 km en 4 horas y 35 min.

### Traje de Estatutos
El traje de estatutos está compuesto de túnica, capa y caperuz blancos y de un fajín azul. Los nazarenos portan palmas en lugar de cirios, y los niños llevan pañoletas hebreas.

## Grupo Joven
El grupo joven de la Real , Ilustre, Fervorosa Hermandad Franciscana y Cofradía de Nazarenos de Nuestro Padre Jesús de la Salud Entrando en Jerusalén, María Santísima de la Paz, San Pedro, San Juan y Santiago Apóstoles nació en 1997 gracias a la ilusión y las ganas de un grupo de jóvenes de la cofradía. Sus primeros fundadores e ideólogos fueron José Francisco Sierra, Alberto Fernández, María Sánchez y Juan Manuel Serrano, gente joven y con ganas de trabajar por su cofradía y formarse, como bien han demostrado con el paso del tiempo.
Dicho grupo joven constaba de una gran actividad tanto dentro de la propia cofradía como trabajando y relacionándose con otros grupos jóvenes en vigilias, encuentros de grupos jóvenes.
Cabe destacar la organización del encuentro de grupos jóvenes del año 1999. En dicho año también se llevó a cabo la adquisición del banderín del grupo joven, diseñado por algunos de los miembros de este grupo, uno de los enseres a los que más cariño se le tiene dentro de la cofradía.
En el año 2000 se celebró por primera vez el acto más importante que el grupo joven organiza, el “Pregón de la exaltación a la juventud cofrade”, dicho pregón corrió a cuenta de Antonio mesa, después de él en años venideros fueron pasando por el atril de este pregón Emilio Luis Lara, David Fernández, Joaquín Fernández, Juan Carlos García, Almudena Jiménez, José Miguel Jiménez, Daniel Romera, Francisco Oliva, Mª Paz Ortega, Jesús Juárez, Alberto Fernández, José Fco. Sierra y Manuel Jesús Negrillo.
El 24 de enero de 2003 se produjo un acto muy importante tanto para la cofradía como para el grupo joven, la bendición de la imagen de San Juan .De dicha imagen el grupo joven fue padrino de bendición de ahí el gran cariño que se le tiene a la imagen del “discípulo amado de Jesús”.
Debido a esta relación el grupo joven tiene uno de los cultos más importantes cada 27 de diciembre con la celebración de una misa por la Onomástica de San Juan. El grupo joven participa en la totalidad de los cultos de la hermandad, pero cabe destacar la misa en honor al aniversario de fundación, celebrada cada mes de octubre.
Otra fecha importante es enero del 2012, mes en el que adquirió dos varas cinceladas, de los talleres del orfebre sevillano Antonio Santos, para escoltar su banderín y donó un candelero a Mª Santísima de la Paz.
En cuanto a las actividades realizadas cada año hay que destacar la organización de varias charlas de formación durante el año, la participación en recogidas de juguetes y alimentos y la visita que se realiza cada Navidad a los ancianos de la residencia de Santa Teresa para cantarles Villancicos.

## Marchas procesionales dedicadas a la hermandad
- Entrada de Jesús en Jerusalén (José Cuadrado, 1986)
- María Santísima de la Paz (J. A. Orta, 1994)
- Señor de Jerusalén (José Luis Hernández Linares, 2011)
- Tu Salud es nuestra Paz (Francisco David Álvarez Barroso, 2011)[4]
- Soberano de la Salud (José María Sánchez Martín y Manuel J. Guerrero, 2014)

## Paso por la carrera oficial
| Predecesor: Ninguna | Orden de entrada en la carrera oficial (Domingo de Ramos) 1.er lugar | Sucesor: Hermandad de la Santa Cena |